# Andy Scott
Andy Scott (* jako Andrew David Scott, 30. června 1949, Wrexham, Wales) je britský rockový kytarista a zpěvák, nejvíce známý jako frontman skupiny Sweet. Svou kariéru zahájil v roce 1963, kdy ve svém rodném městě hrál se skupinou The Rasjaks. Později působil v několika dalších kapelách, například v The Elastic Band, která v roce 1969 nahrála jednu LP desku. V roce 1970 se stal členem skupiny Sweet. Během své kariéry rovněž vydal několik sólových singlů a v roce 1993 také sólové kompilační album 30 Years.